# Barricada (banda)
Barricada fue un grupo español de rock formado en 1982 en el barrio de la Chantrea de Pamplona (Navarra) y desaparecido en 2013. A medio camino entre el hard rock, el punk rock y el heavy metal se lo ha encuadrado dentro del panorama del rock urbano. Con 15 álbumes de estudio y más de mil conciertos a sus espaldas, ha sido uno de los grupos más consolidados del rock español. En 2007 recibió el Disco de Diamante por la venta de más de un millón de discos a lo largo de su carrera.

## Historia
El grupo lo ideó Enrique Villarreal, El Drogas, que con 20 años acababa de regresar de la "mili" y, tras su paso por Kafarnaún, decidió crear un nuevo proyecto musical con el nombre de Barricada.
La primera formación del grupo estuvo compuesta por Enrique Villarreal, voz y bajo; Javier Hernández, Boni, voz y guitarra; y José Landa, batería procedente del grupo Kafarnaún. Juntos dieron su primer concierto el 18 de abril de 1982 en la plaza de la Chantrea, en Pamplona; en este debut El Drogas, que lucía una capa de color rojo y negro, inició el concierto con una calavera en la mano. Tras este concierto José Landa sería sustituido por Mikel Astrain y, posteriormente, en el mes de octubre de ese mismo año, se incorporaría Sergio Osés como voz y guitarra.

### 1983-1986: primeros discos
Su primer disco, Noche de Rock and Roll, fue grabado en tan solo dos días, debido a que la grabación original, con Ramoncín como productor, finalmente no pudo editarse al no poder encargarse este de las mezclas por problemas de agenda. Terminó siendo producido por Marino Goñi junto a la propia banda y lanzado por la discográfica independiente Soñua en 1983.
Después del lanzamiento del disco, Sergio tuvo que realizar el servicio militar, y para no frenar la progresión del grupo fue sustituido por Alfredo Piedrafita. En 1984 Mikel sufrió un aneurisma cerebral durante un concierto en Artajona y fue trasladado de urgencia a Pamplona, donde falleció una semana después al no superar el postoperatorio. Fernando Coronado pasó a ser el nuevo batería. 
Ese mismo año, con la producción de Rosendo Mercado, grabaron el segundo disco, Barrio conflictivo. La canción Pon esa música de nuevo sirvió como dedicatoria y homenaje a Mikel. En ese año Barricada fue elegido "Mejor grupo de Navarra". 
En 1986, para la grabación del tercer disco (No hay tregua), Barricada firmó un contrato con la multinacional RCA. Pero las diferencias entre el grupo y la discográfica hicieron que este contrato se rompiese tras el lanzamiento del disco. La discográfica pretendía censurar ocho temas, que gracias a la presión de Rosendo Mercado, también productor de este disco, pudieron ver la luz finalmente.

### 1986-1999: cambio de discográfica y madurez
Fue entonces cuando se unieron a la discográfica Polygram Iberia, en el lanzamiento de No sé qué hacer contigo en 1987, producido también por Rosendo. En contra de la voluntad del grupo, la discográfica no aceptó la canción Bahía de Pasaia, que denuncia las controvertidas muertes a manos de la policía de cuatro integrantes de los Comandos Autónomos Anticapitalistas en 1984, siendo uno de ellos amigo del barrio de El Drogas.
En 1988 publicaron su quinto disco, Rojo. Para algunos críticos es el álbum más completo y valorado del grupo, con canciones como Animal caliente, Abrir y cerrar o La hora del carnaval. La producción corrió a cargo de Dennis Herman.
También en 1989 fue impuesta la retirada por la discográfica del tema En nombre de Dios del disco Pasión por el ruido, al cual iba a darle nombre. La canción es una crítica al Opus Dei.
En 1990 publicaron su Doble Directo, en el cual se incluyen 23 canciones tocadas en directo. El grupo recibió por este trabajo un disco de oro.
Sus dos siguientes trabajos obtuvieron un enorme éxito de ventas, llegando ambos a alcanzar el disco de platino. El primero de ellos, Por instinto, publicado en 1991, supuso un distanciamiento del sonido más puro del grupo, que fue criticado por algunos de sus fanes de siempre. No obstante, con este disco Barricada se convirtió en un grupo mucho más conocido.
En 1992 se publicó Balas blancas, que contiene el tema Oveja Negra, uno de los más conocidos y significativos del grupo. 
Para el siguiente álbum, el grupo decidió tomar nuevos caminos y tendencias musicales, cuyo resultado fue La Araña, publicado en 1994. Las ventas cayeron, y aún más en el siguiente disco, Insolencia, publicado en 1996.
En 1997 lanzaron el disco Salud y rocanrol, último grabado con la compañía Polygram. Se trata de un directo grabado ese mismo año en la plaza de toros de Pamplona que cuenta con las colaboraciones de Yosi, de Los Suaves, Rosendo y Molly, de Hamlet.

### 2000-2010: nuevo cambio de discográfica
En el año 2000 publicaron un trabajo que volvía a su sonido más potente, pero evolucionado, Acción directa. Con este disco las ventas aumentaron nuevamente, rozando el disco de oro, y Barricada se colocó otra vez en lo alto del panorama rock español. Este álbum fue publicado por la discográfica DRO East West, responsable de sus últimos trabajos.
En 2002 el grupo publicó el disco Bésame. Después de este lanzamiento, Fernando Coronado abandonó el grupo y fue sustituido por Ibon Sagarna, "Ibi", que había sido compañero de Alfredo Piedrafita en In Vitro. Así fue como se dio origen a la formación anterior a la salida de "El Drogas".
En 2003 salió al mercado un disco en homenaje al grupo titulado Un camino de piedras, que incluía trece temas de Barricada versionados por viejos amigos del rocanrol.
En 2004 publicaron el disco de estudio, Hombre mate hombre, primer disco de estudio con Ibi a la batería.
En junio de 2006 salió un nuevo disco doble en directo, grabado el 16 de diciembre de 2005, en el Pabellón Anaitasuna de Pamplona y el 24 de febrero de 2006 en el Teatro Gayarre de Pamplona, este último en formato acústico acompañados de tres coristas, un saxofonista y un teclado.
El 18 de abril de 2007 celebraron el 25.º aniversario de su primer concierto tocando en el mismo lugar y a la misma hora: en la plaza del Rastro en la Chantrea, a las 12 del mediodía, y a ras de suelo, sin escenario. El concierto había sido anunciado con sólo dos días de antelación en su página web y aun así reunió a numerosas personas.
En 2008 salió a la venta 25 años de rocanrol, una caja de 2 CD + 2 DVD + Libro, que recogía lo mejor del grupo y unas cuantas rarezas. Poco después, se embarcaron en la gira Otra noche sin dormir, junto a Rosendo Mercado y Aurora Beltrán. La gira arrancó el 4 de abril en el Velódromo de Anoeta de San Sebastián, para finalizar el 26 de septiembre de 2008 en la Plaza de Toros de Las Ventas (Madrid).
El director de cine vasco Juanma Bajo Ulloa dirigió el vídeo promocional de "Problemas", y les invitó a participar como extras en su película Airbag.
A finales de 2009 sacaron el álbum La tierra está sorda, basado en la guerra civil española. Villarreal, conmocionado tras la lectura de La voz dormida de Dulce Chacón y movido por su ignorancia sobre la guerra, comenzó a investigar, leyendo mucho, viendo documentales y, sobre todo, entrevistándose con supervivientes del bando republicano y familiares de las víctimas. El resultado fue un álbum compuesto por un CD con 18 canciones y un libro donde se explica la historia real que hay detrás de cada una de ellas, y en el que colaboraron historiadores como Julián Casanova, entre otros.
En 2010 se editó un libro biográfico de Barricada, escrito por Fernando F. Garayoa y David Mariezkurrena, titulado ElectricAos y que recorre los 28 años de la banda a través de las opiniones y comentarios de músicos como Rosendo Mercado, Loquillo, Fito Cabrales, Andrés Calamaro, Iván Ferreiro o Carlos Tarque, entre otros.

### 2011-2013: crisis y disolución
El 2 de diciembre de 2011, Enrique Villarreal anunció en la página web de su grupo paralelo Txarrena que había sido expulsado de Barricada. Al día siguiente, Boni, Alfredo e Ibi emitían un comunicado en el que señalaban que no estaban dispuestos a estar más tiempo parados, confirmando la continuidad del resto de la banda sin él. También anunciaron la grabación de un nuevo disco "cien por cien Barricada", que fue publicado en abril de 2012 con el título de Flechas cardinales, reclutando al zarauztarra Ander Izeta (Estigia, Eraso!) como bajista para este disco y siguientes directos.
El 1 de octubre de 2013, Javier Hernández Boni anunció su retirada del grupo para iniciar otro proyecto más personal y, a continuación, Alfredo Piedrafita confirmó que la banda se disolvería definitivamente tras el concierto del 23 de noviembre en el Pabellón Anaitasuna de Pamplona.
En febrero de 2020, Boni anunció que padecía un cáncer de laringe, a consecuencia del cual fallecería en enero de 2021.

## Componentes
- Enrique Villarreal, El Drogas: voz, bajo y coros (1982-2011)
- Javier Hernández, Boni: voz, guitarra y coros (1982-2013)
- Mikel Astrain: batería (1982-1984)
- Sergio Oses: guitarra y voz (1982-1983)
- Alfredo Piedrafita, Alf: voz, guitarra y coros (1983-2013)
- Fernando Coronado: batería (1984-2002)
- Ibon Sagarna, Ibi: batería y coros (2002-2013)
- Ander Izeta: bajo y coros (2012-2013)

## Discografía
Álbumes de estudio
- Noche de rock&roll, 1983
- Barrio conflictivo, 1985
- No hay tregua, 1986
- No sé qué hacer contigo, 1987
- Rojo, 1988
- Pasión por el ruido, 1989
- Por instinto, 1991 (Disco de Platino)
- Balas blancas, 1992 (Disco de Platino)
- La araña, 1994 (disco de oro)
- Insolencia, 1996
- Acción directa, 2000
- Bésame, 2002
- Hombre mate hombre, 2004
- La tierra está sorda (CD + libro), 2009 (disco de oro)
- Flechas cardinales, 2012

Otros
- Barricada (doble directo), 1990 (disco de oro)
- Barricada 83-85, 1990
- Los singles, 1995
- Salud y rocanrol (directo), 1997
- Suerte (B.S.O. de la película Suerte), con otros grupos, 1997
- Latidos y mordiscos (doble directo), 2006
- 25 años de rocanrol (2 CD + 2 DVD), 2008
- Otra noche sin dormir (CD + 2 DVD), con Rosendo y Aurora Beltrán, 2008 (Disco de oro)
- En la memoria (acústico), (CD + DVD), 2010
- Quedan caminos por recorrer (directo), 2012
- Lo mejor de Barricada, 2013
- Agur (directo), 2014